# Waleri Nikolajewitsch Brumel

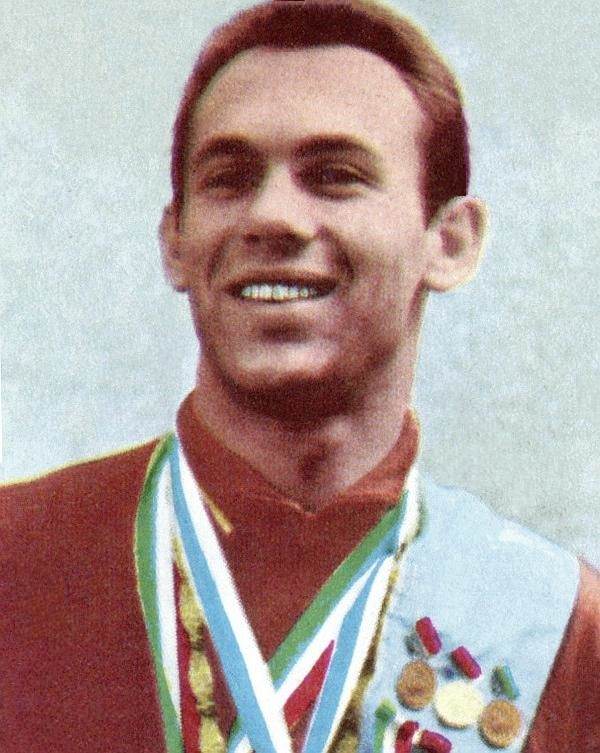
Waleri Brumel (1966)

Waleri Nikolajewitsch Brumel (russisch Валерий Николаевич Брумель; * 14. April 1942 in Tolbusino bei Tschita; † 26. Januar 2003 in Moskau) war ein sowjetischer Leichtathlet in der Disziplin Hochsprung.

## Werdegang
Brumels Vater war ein Geologe deutscher Abstammung, der den russisch-orthodoxen Glauben angenommen hatte. Brumel gewann 1960 bei den Olympischen Spielen in Rom die Silbermedaille mit einer Höhe von 2,16 m bei gleicher Höhe mit dem Olympiasieger Robert Schawlakadse, ebenfalls Sowjetunion. Dritter wurde der amtierende Weltrekordler John Thomas. 1964 wurde Brumel Olympiasieger bei den Olympischen Spielen in Tokio mit einer Höhe von 2,18 m vor John Thomas, der ebenfalls 2,18 m überquerte. Zwischen den beiden olympischen Medaillen gelang es Brumel, in Belgrad mit 2,21 m den Europameistertitel 1962 zu gewinnen.
Er war von 1961 bis 1963 Meister der UdSSR und wurde dreimal von der polnischen Presseagentur Polska Agencja Prasowa (PAP) zu Europas Sportler des Jahres gekürt.
Von 1961 bis 1971 hielt er den Weltrekord und konnte ihn in dieser Zeit sechsmal verbessern. Die letzte Höchstmarke war 2,28 m, die er 1963 überquerte. 1965 erlitt Brumel eine Beinverletzung bei einem Verkehrsunfall, die seine Karriere faktisch beendete. Sechs Jahre lang versuchte er, an seine Höchstform anzuknüpfen, wobei es ihm lediglich gelang, 2,06 m zu überspringen.
Nach dem Ende seiner sportlichen Laufbahn betätigte er sich als Autor von Sachbüchern und veröffentlichte neben einem Roman, einem Drama, auch ein Libretto einer Operette, die allesamt Spiegel seiner eigenen Biografie waren. Er war der geschiedene Ehemann der Dressurreiterin Jelena Petuschkowa. 1992 war er in Genf als Geschäftsführer eines Export-Import-Unternehmens für Medikamente tätig. Von 1994 bis zu ihrer Auflösung im Oktober 2002 war er Vizepräsident der Association Internationale Nadezhda, einer Stiftung zur Förderung künstlerisch begabter Jugendlicher mit Sitz in Troinex. Wenige Monate später verstarb Brumel nach längerem Krebsleiden, sein Grab befindet sich auf dem Moskauer Nowodewitschi-Friedhof. 2014 fand er Aufnahme in die IAAF Hall of Fame.